# Toleranzjubiläumskirche

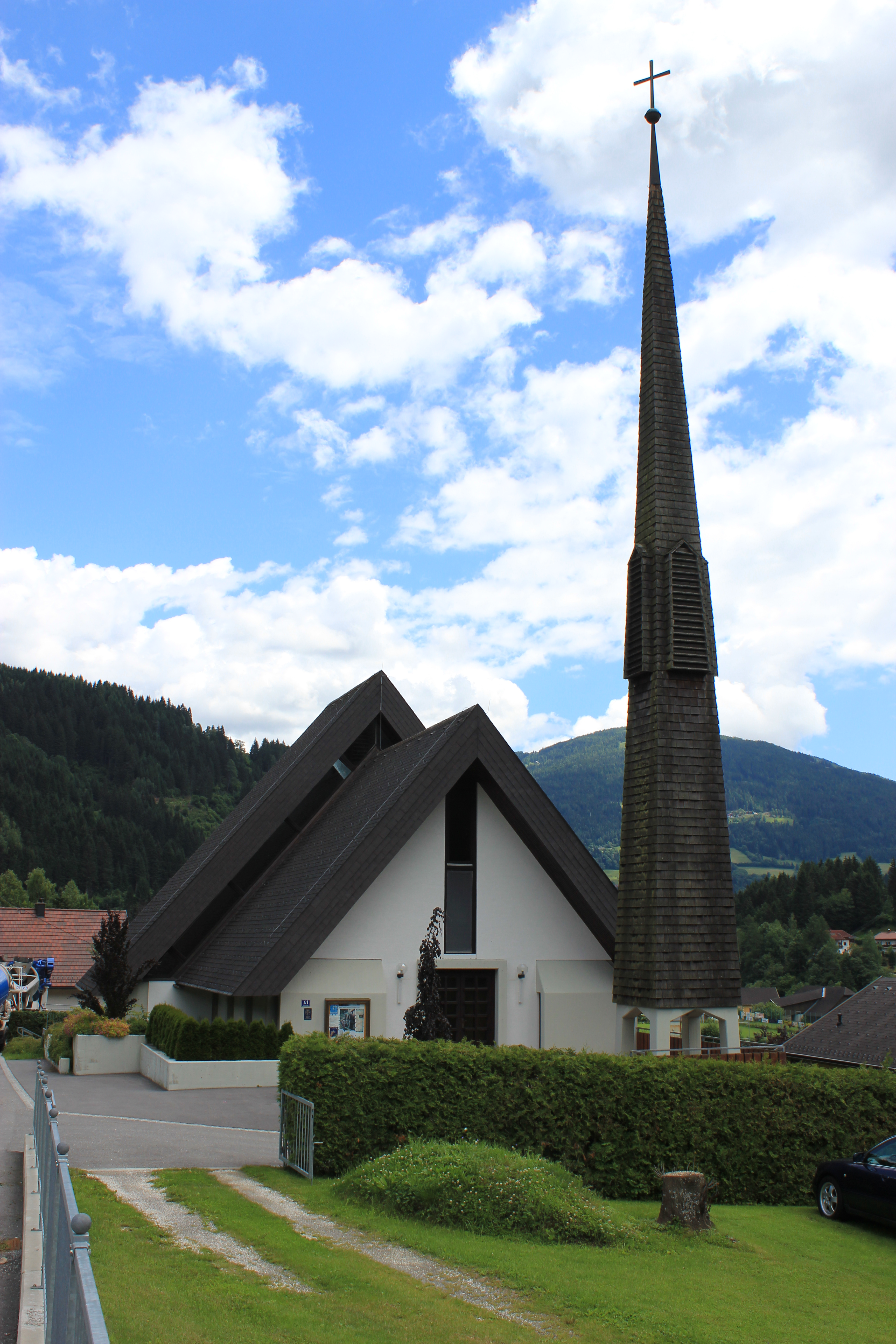
Afritz, Evangelische Kirche

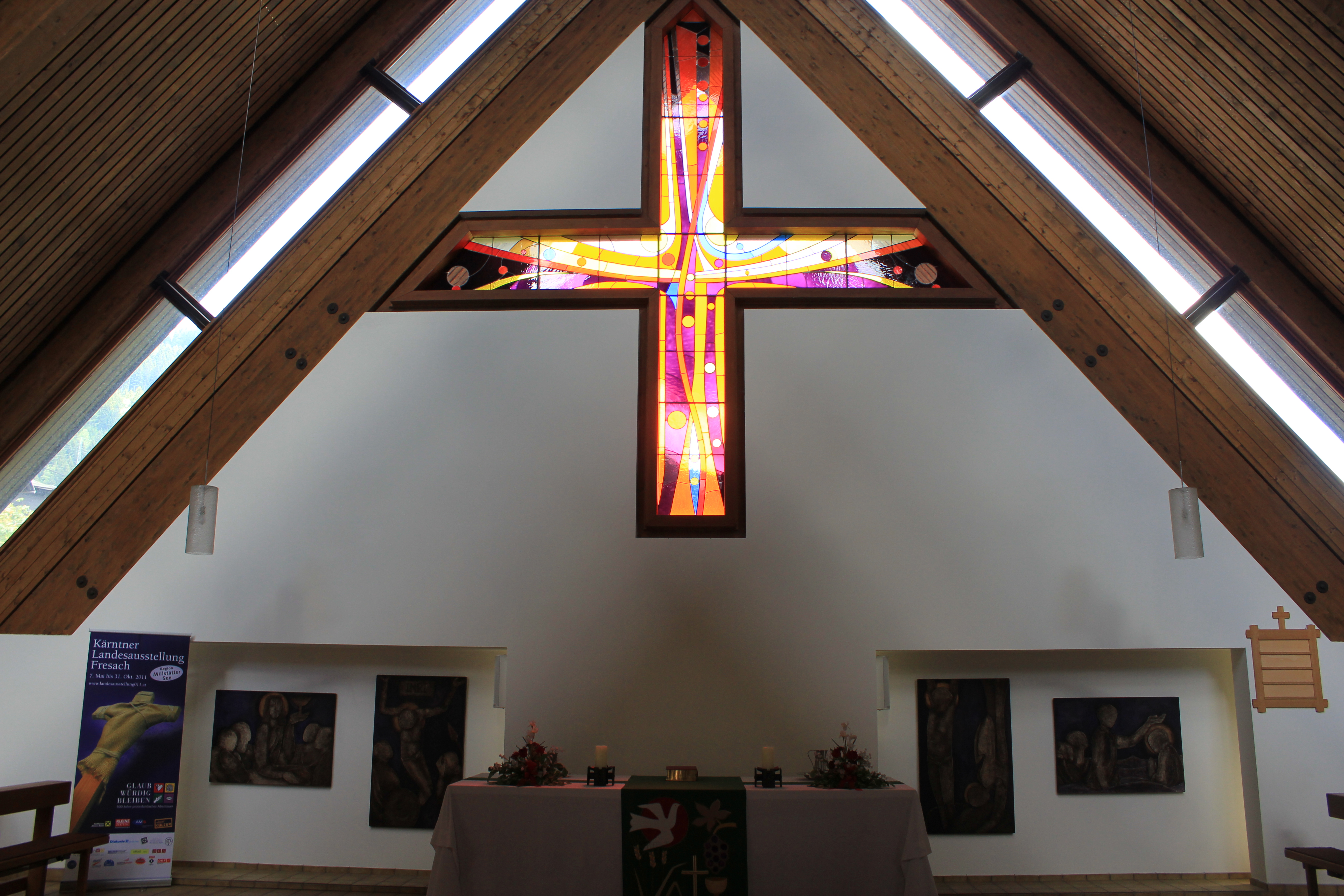
Altarraum

Die Toleranzjubiläumskirche ist die evangelische Gemeindekirche von Afritz am See im Bezirk Villach-Land  in Kärnten. Sie gehört der Evangelischen Superintendentur A. B. Kärnten und Osttirol an.

## Geschichte
Nachdem um die Mitte des 16. Jahrhunderts Kärnten fast rein protestantisch geworden war und auch der Kärntner Landeshauptmann Georg von Khevenhüller dem evangelischen Glauben angehört hatte, bewirkte die nachfolgende Gegenreformation dessen Zurückdrängen zum Kryptoprotestantismus, bis das am 13. Oktober 1781 erlassene Toleranzpatent Kaiser Josephs II. nach fast zwei Jahrhunderten des Verbots wieder den Protestantismus in den Ländern der Habsburgermonarchie tolerierte. In Afrenz bekannte sich dabei die Mehrheit der Bevölkerung zum evangelischen Glauben. Als durch die Flüchtlingsbewegung nach dem Zweiten Weltkrieg die Zahl der evangelischen Bewohner weiter anstieg, wurde 1956 zunächst eine Predigtstation von Feld am See gegründet und schließlich 1979 der Bau einer eigenen Kirche beschlossen.
Die westlich der katholischen Pfarrkirche von Afritz gelegene evangelische Gemeindekirche wurde 1980 bis 1981 errichtet. Geweiht wurde sie, unter Anwesenheit des Bundespräsidenten Rudolf Kirchschläger, zum 200. Jahrestag des Toleranzpatents Josephs II. auf den programmatischen Namen Toleranzjubiläumskirche.

## Architektur
Als Grundform ihres Kirchenbauprojekts wählten die mit dem Bau beauftragten Architekten Winfried Pichhorner und Oswald Lindenbauer die in der Sakralarchitektur der 2. Hälfte des 20. Jahrhunderts häufig benutzte Zeltform. Der Kirchenbau besteht im Wesentlichen aus einem weit herabreichenden, zweifach gestaffelten Satteldach, das mit der Durchfensterung der Stufe zwischen den Dachteilen zur Belichtung des Innenraums beiträgt. Seitlich der Fassade ist landschaftsbeherrschend ein Glockenturm gestellt, der obeliskartig auf seinen Steilhelm reduziert ist.
Die Zeltform der Afritzer Kirche verweist auf symbolischer Ebene auf das Zeltheiligtum der biblischen Tradition, das im Buch Exodus (40,1 ) als Inbegriff der Präsenz Gottes galt und als Zelt Gottes unter den Menschen in der Offenbarung des Johannes (21,3 ) aufgegriffen wurde.

## Ausstattung
Der Afritzer Kirchenraum wird durch das von Heinz Glawischnig aus St. Veit an der Glan, geschaffene stark farbige Fenster in Kreuzesform in der Altarwand beherrscht. Von Glawischnig stammen auch die vier Passionsreliefs in den beiden Nischen seitlich des Altars.

## Orgel
Die Orgel ist eine einmanualige Truhenorgel des Orgelbauers Tzschöckel mit sieben Registern und Vollpedal.
Disposition: Gedeckt 8', Rohrflöte 4', Prinzipal 2', Quinte 1 1/3, Terz 1 3/5, Regal 8', Untersatz 16'